# Pictogramă (calculatoare)
O pictogramă, icon sau colocvial, "icoană" este un mic simbol grafic afișat pe ecranul calculatorului. 